# Henry (Tennessee)
Henry es un pueblo ubicado en el condado de Henry en el estado estadounidense de Tennessee. En el Censo de 2010 tenía una población de 464 habitantes y una densidad poblacional de 123,81 personas por km².

## Geografía
Henry se encuentra ubicado en las coordenadas 36°12′1″N 88°24′39″O / 36.20028, -88.41083. Según la Oficina del Censo de los Estados Unidos, Henry tiene una superficie total de 3.75 km², de la cual 3.75 km² corresponden a tierra firme y (0%) 0 km² es agua.

## Demografía
Según el censo de 2010, había 464 personas residiendo en Henry. La densidad de población era de 123,81 hab./km². De los 464 habitantes, Henry estaba compuesto por el 79.53% blancos, el 10.13% eran afroamericanos, el 0.65% eran amerindios, el 0% eran asiáticos, el 0% eran isleños del Pacífico, el 6.47% eran de otras razas y el 3.23% pertenecían a dos o más razas. Del total de la población el 13.36% eran hispanos o latinos de cualquier raza.